# Mania (pel·lícula de 1985)
Mania (grec: Μανία) és una pel·lícula d'aventures grega de 1985 dirigida per Iorgos Panusópulos. Va ser inscrita al 36è Festival Internacional de Cinema de Berlín.

## Sinopsi
La Zoe ha de marxar per a una formació informàtica als Estats Units, però una experiència la transforma quan visita el Jardí Nacional d'Atenes amb la seva filla.

## Repartiment
- Alessandra Vanzi - Zoi Syropoulou
- Aris Retsos
- Antonis Theodorakopoulos
- Andreas Andreopoulos
- Arto Apartian
- Yannis Goumas
- Yiorgos Kalantzis
- Ilias Kapetanidis
- Eirini Koumarianou
- Betty Livanou
- Myrto Makri
- Mei Sevastopoulou
- Nikos Skiadas
- Fanis Veloudas
- Stavros Xenidis